# Diagnosi infermieristica
La diagnosi infermieristica è un giudizio clinico-assistenziale sulle risposte dell'individuo, della famiglia o comunità a problemi di salute / processi vitali reali o potenziali. È la base sulla quale scegliere gli interventi infermieristici volti a conseguire dei risultati di cui l'infermiere è responsabile (Carpenito, p. 8). Non deve essere confusa con la diagnosi medica, con la quale spartisce il nome ma non le finalità.
È opportuno sottolineare come oggi gli infermieri non si preoccupino solo di gestire situazioni correlate allo stato di malattia, ma trattano tutte quelle situazioni particolari (ma nello stesso tempo normali/comuni) che si presentano nella vita quotidiana, come la nascita di un figlio, l'invecchiamento dei genitori, un insuccesso scolastico, etc. (Carpenito, p. 11).

## Descrizione
È caratterizzata dalla formulazione di un sintetico enunciato che descrive le reazioni di una persona ad un problema di salute presente o potenziale, basandosi su un sistematico processo di raccolta e di analisi dei dati. Passaggio fondamentale nella stesura del Piano di assistenza, può essere estesa dall'individuo alla famiglia o alla comunità. La NANDA (acronimo di North American Nursing Diagnosis Association, Associazione Nord Americana per la Diagnosi Infermieristica, dal 2002 rinominata NANDA International) è nata per mettere ordine nel caos creato dalle associazioni che si sono occupate di diagnosi negli Stati Uniti e nel Canada.
La prima conferenza per la Classificazione delle diagnosi infermieristiche si è tenuta nel 1973, ma l'aggiornamento della tassonomia continua ancor oggi.
Le diagnosi infermieristiche possono essere distinte in (Carpenito, p. 13):
- Diagnosi infermieristiche reali (o attuali)
- Diagnosi infermieristiche di rischio o rischio elevato
- Diagnosi infermieristiche possibili
- Diagnosi infermieristiche di benessere
- Diagnosi infermieristiche a sindrome

## Applicazione
La diagnosi infermieristica è applicabile ai processi di vita di:
- Persona singola, singolo individuo
- Famiglia, elemento di un nucleo familiare
- Collettività

## Formulazione
Per la redazione di una diagnosi sono indispensabili:
- Raccolta dei dati, sia soggettivi che oggettivi
- Analisi dei dati nel tempo

Per poter individuare:
- Bisogni insoddisfatti
- Problemi esistenti
- Problemi potenziali

## Metodi di formulazione
Per la formulazione della diagnosi esistono vari sistemi:
- NANDA-I (NANDA International)
- P.E.S., acronimo di Problema, Eziologia e Segni&Sintomi

## Regole di redazione
Le diagnosi non si inventano, in quanto basta individuare nella classificazione NANDA-I quella più idonea, ma nel trovare le correlazioni è possibile commettere degli errori. Ricordare che la prima parte della diagnosi è il problema rilevato, mentre la seconda parte (dopo il termine CORRELATO) è l'obiettivo dell'intervento assistenziale. A puro titolo di esempio, le regole da seguire per la redazione di una Diagnosi infermieristica corretta sono le seguenti:
- Descrivere la REAZIONE della persona piuttosto che il BISOGNO.

Deficit di volume dei liquidi... (NON bisogno di liquidi...).
- Utilizzare i termini CORRELATO o ASSOCIATO piuttosto che CAUSATO.

Dolore correlato ad agenti biologici dannosi alle strutture fisiche (NON dolore causato da...).
- Non apportare GIUDIZI di valore.

Relazione parentale alterata correlata ad una separazione prolungata dai genitori (NON ...correlata ad un debole attaccamento al bambino).
- Utilizzare termini LEGALI e non diffamatori.

Rischio di infezione correlato ad una diminuzione della capacità immunitaria (NON ...correlato ad una tecnica di medicazione scorretta).
- Evitare di invertire il PROBLEMA con i FATTORI eziologici.

Relazione parentale alterata correlata ad un problema di autostima (NON problema di autostima correlato a relazione parentale alterata).
- Le due parti dell'enunciato non devono essere dei SINONIMI.

Alterazione del processo del pensiero correlato ad isolamento (NON alterazione del processo del pensiero correlato a confusione).
- Descrivere PROBLEMI e FATTORI eziologici di specifica competenza infermieristica.

Mobilità fisica diminuita correlata a debolezza muscolare (NON ...correlata alla presenza di un gesso).
- Non deve MAI contenere la DIAGNOSI CLINICA formulata dal Medico.

Inefficace liberazione delle vie aeree correlata a secrezioni tracheobronchiali (NON ...correlata a fibrosi cistica).
- Descrivere FATTORI eziologici redatti in modo da indicare la possibilità di un CAMBIAMENTO.

Rischio di alterazione dell'integrità della cute correlato ad immobilità (NON ...correlata alla presenza di una trazione scheletrica).